# Wymiana studencka
Wymiany studenckie – rodzaj działalności studenckiej polegającej na zdobywaniu wiedzy poprzez kontakt ze studentami z zagranicznych uczelni. 
Studenci z danego kraju nawiązują kontakt ze studentami z zagranicznego uniwersytetu, a następnie ustalają termin i warunki wymiany, która zazwyczaj odbywa się w lecie. W najlepszym wariancie wymiana trwa dwa miesiące (po jednym miesiącu dla studentów z każdego kraju), obydwie strony zapewniają bezpłatny nocleg w akademikach, a uniwersytety pokrywają koszty transportu. Uczestnikom wymiany studenckiej przysługują bezpłatne wizy. Podczas wymiany studenci poznają język, historię, kulturę i zabytki danego kraju, a także mają dostęp do uniwersyteckiej biblioteki. Do obowiązków gospodarzy należy oprowadzanie gości i pomoc naukowa. Po powrocie studenci piszą i publikują artykuły naukowe, wygłaszają referaty oraz organizują pokazy slajdów. Wymiany studenckie są zazwyczaj realizowane w ramach studenckich projektów danego koła naukowego – wtedy można się ubiegać o fundusze od uczelni. Wymiany studenckie są bardzo popularne na kierunkach dotyczących państw nieobjętych programem Socrates-Erasmus, z którymi polskie uniwersytety nie mają podpisanych umów o współpracy i w związku z tym studenci nie mają żadnych oficjalnych stypendiów wyjazdowych. Organizacja wymiany studenckiej jest w takim wypadku jedyną możliwością wyjazdu, który łączy cele naukowe z bardzo niskimi kosztami.